# 索维尼
索维尼（法語：Sauvigny，法語發音：[soviɲi]）是法国默兹省的一个市镇，属于科梅尔西区。

## 地理
索维尼（48°29'54"N, 5°42'59"E）面积17.51 平方千米，位于法国大東部大區默兹省，该省份为法国西北部内陆省份，北与比利时接壤，西接马恩省和阿登省，南至上马恩省和孚日省，东临默尔特-摩泽尔省。
与索维尼接壤的市镇（或旧市镇、城区）包括：瑞班维尔、蒙莱特鲁瓦、索叙尔莱瓦讷、布里克塞-欧沙努瓦讷、比雷拉科特、古桑库尔、蒙布拉、帕尼拉布朗什科特、克莱雷拉科特。

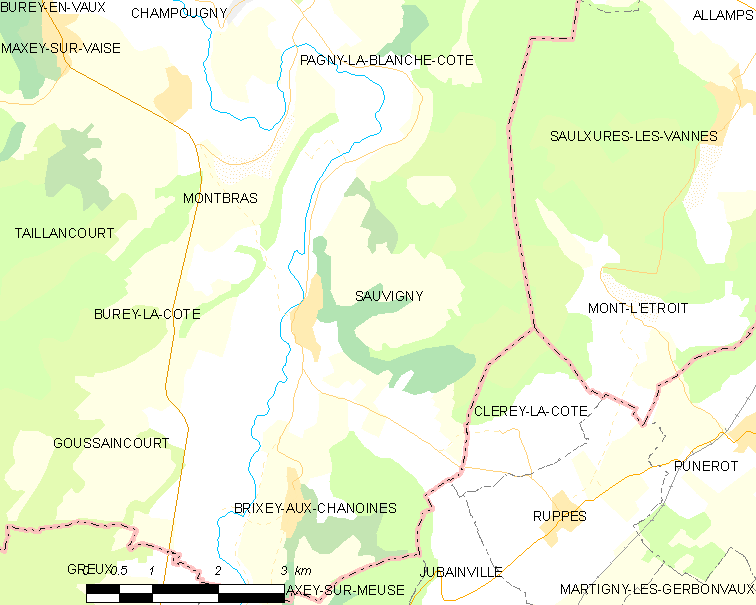
索维尼的OSM定位图

索维尼的时区为UTC+01:00、UTC+02:00（夏令时）。

## 行政
索维尼的邮政编码为55140，INSEE市镇编码为55474。

## 政治
索维尼所属的省级选区为沃库勒尔县。

## 人口

1962-2008年间索维尼人口变化图示

索维尼于2022年1月1日时的人口数量为222人。